# Mosquée Ibrahim-al-Ibrahim
La mosquée Ibrahim-al-Ibrahim, connue également sous les noms de mosquée du roi Fahd ben Abdel Aziz al-Saoud ou mosquée du Gardien des Mosquées saintes, est une mosquée située à l'extrémité sud de Gibraltar, à Europa Point.
Elle est officiellement inaugurée le 8 août 1997. Le roi Fahd ben Abdel Aziz Al-Saoud d'Arabie saoudite a financé sa construction, qui a durée deux ans pour environ 5 millions de livres sterling.
Le complexe comporte également une école, une bibliothèque et une salle de conférence. Unique mosquée de Gibraltar, elle est destinée aux 2 000 musulmans du territoire, qui constituent quatre pour cent de la population.